# Клітчаста сумка

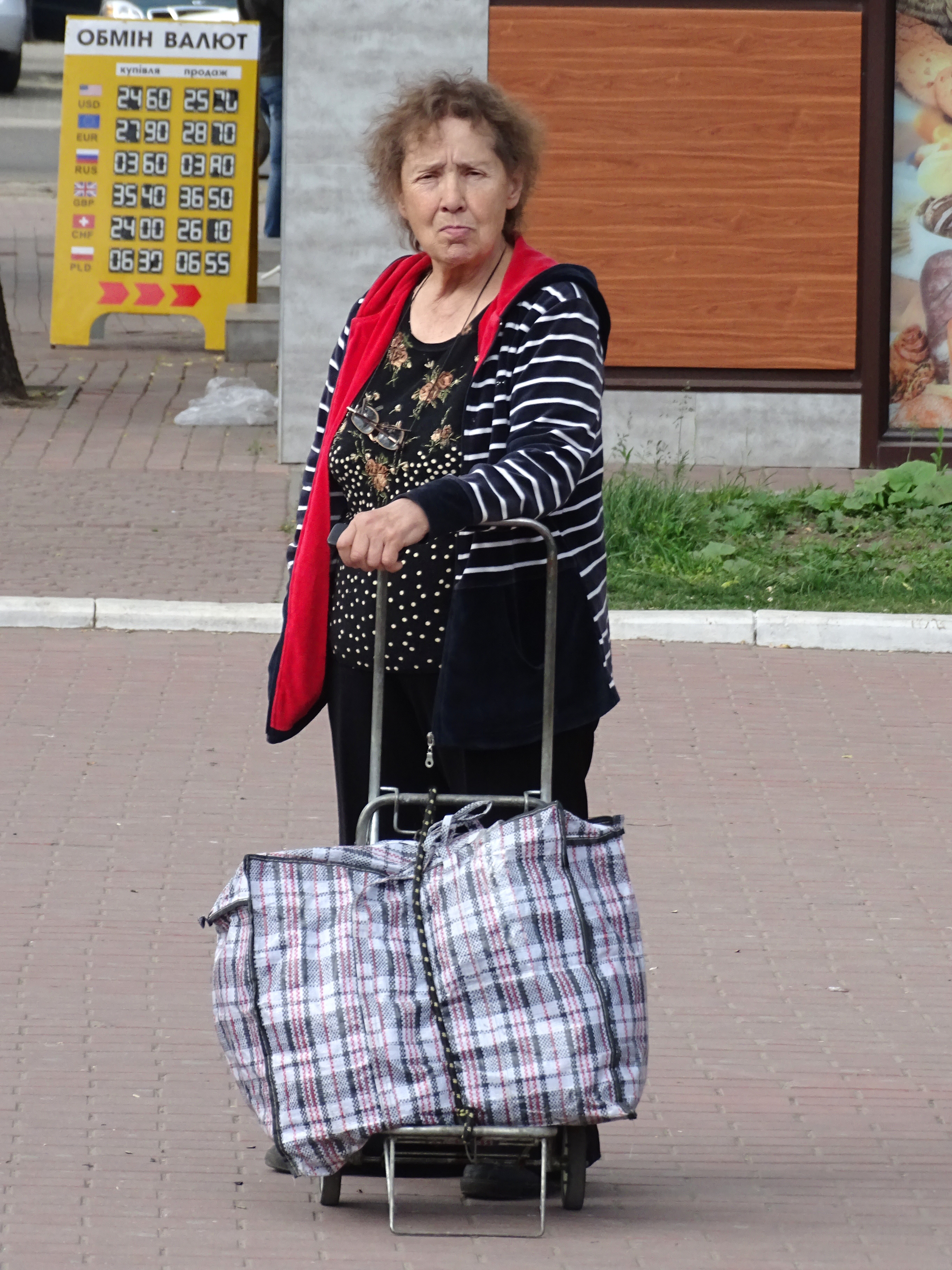
Жінка з клітчастою сумкою на кравчучці

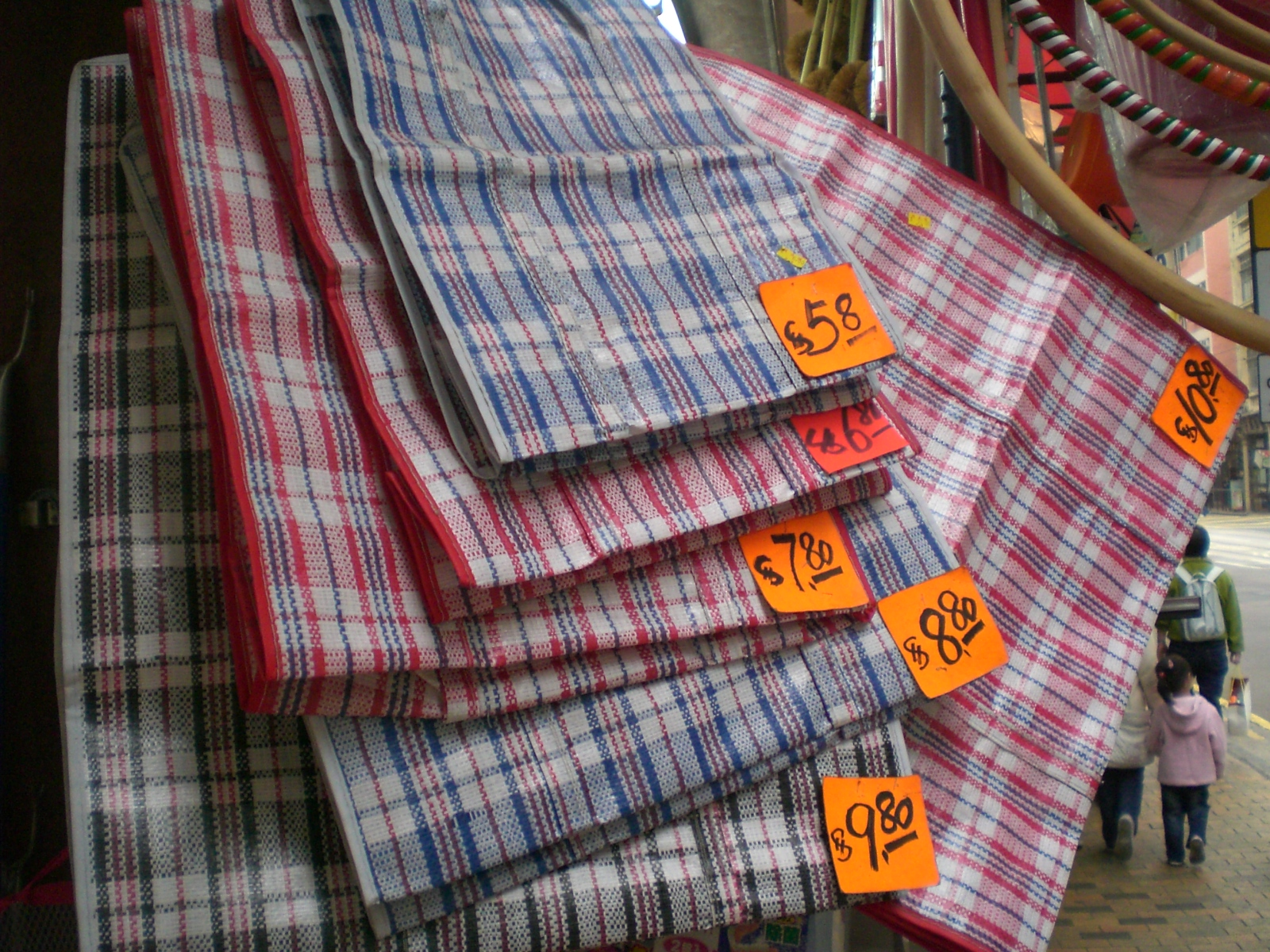
Клітчаті сумки

Клітчата сумка, раба сумка (кит.: 紅白藍膠袋, Червоно-біло-синя сумка, Red-white-blue bag) — це сумка зроблена з нейлонового полотна в червоному, білому і синьому кольорах. З'явилась в Гонконгу в 1960-тих і стала представляти культуру Гонконгу. Тому через легкість, міцність і надійність нейлонового полотна сумку часто використовують як для перенесення багажу і товарів.

## Історія
Клітчата сумка спочатку була виготовлена з нейлонового полотна, яке було винайдене в Японії, потім експортоване до Тайваню і врешті-решт потрапило до Гонконгу. Спочатку полотно використовувалося, як укриття на будівельних майданчиках, тимчасовий дах у сквоттерських районах, а також, для захисту сільськогосподарських угідь. Вперше воно було використане для виготовлення сумок у 1960-х роках кравцем Лі Вахом, який створив сумку з полотна тайванської компанії. Спочатку сумки були лише синьо-білого кольору, але згодом до тканини додали червоний, щоб поєднання кольорів уособлювало удачу та везіння.
Сьогодні червоно-біло-блакитна сумка виготовляється з тканої пластикової тканини, поліетилену (PE) або поліпропілену (PP). Пізніше на ринку з'явилися різні кольори, такі як чорний, зелений і помаранчевий.

## Матеріал і структура

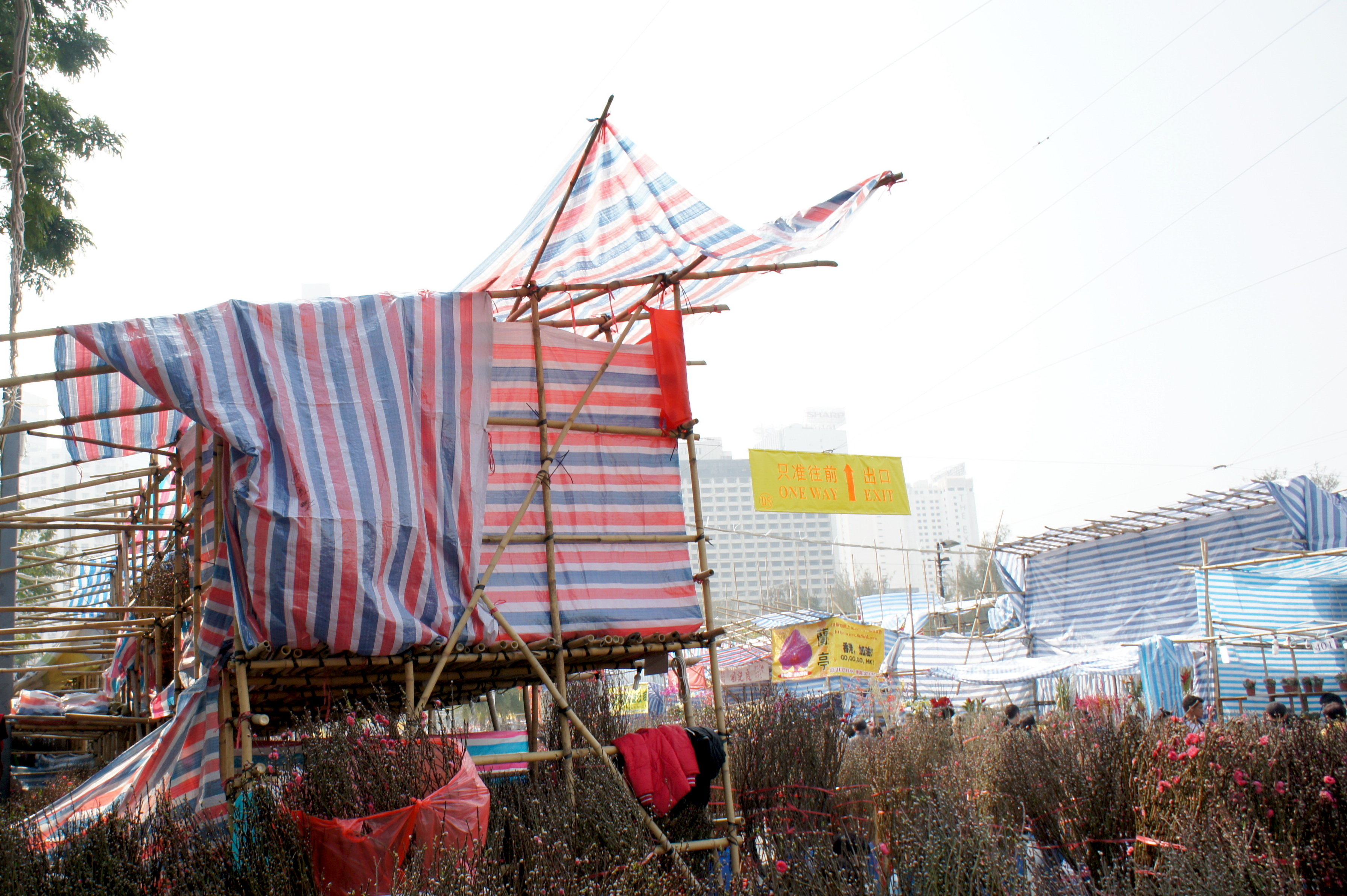
Тент вуличний торговець під час Китайський новорічний ярмарок парк Вікторія (Гонконг)

Матеріал для сумок — в основному поліетилен. Тканину тчуть горизонтально і вертикально дуже щільно, аби добитися вітро та водонепроникності. Хоча тканина дуже надійна, застібки блискавки легко ламаються.

## Культура
Після передачі Гонконгу, клітчаста сумка стала частиною колективної пам'яті Гонконгців і репрезентує їх основні цінності і переконання.
В 2006, Louis Vuitton адаптував клітчасту сумку і представив дизайн клітчастих сумочок з своїм логотипом. Хоча дизайнер стверджував що використання кольору символізує прапор Франції, сумки отримали позитивні відгуки через демонстрацію дешевизни. Китайські критики вважали сумку проваленою спробою перетворити їхню «сумку сільського робітника» на високу культуру.
В 2008 художник Сергій Петлюк створив з клітчастих сумок інсталяцію
В 2014 Гурт Курган і Agregat випустив трек про діда з клітчатою сумкою

## Зноски
1. ↑  Клітчаста сумка. Кропивач. Процитовано 7 серпня 2023.
2. 1 2 3  About rwb. rwb330. Процитовано 3 квітня 2014.
3. ↑  rwb330 紅白藍330. rwb330 紅白藍330 (амер.). Процитовано 8 серпня 2023.
4. ↑  集體回憶袋袋相傳 紅白藍之父 李華. Архів оригіналу за 15 січня 2008. Процитовано 8 серпня 2023.
5. 1 2 3  Liu, Nga Ying. Red-White-Blue and Hong Kong Installation Art. Lingnan University. Процитовано 3 квітня 2014.
6. ↑  Rushton, Susie (9 жовтня 2006). It's in the bag - Louis Vuitton air their laundry. The Independent. Процитовано 3 квітня 2014.
7. ↑  Петлюк, Сергій (2008). Exchange. petlyuk.com.
8. ↑  Курган - Дед (укр.), процитовано 6 жовтня 2023